# 13 до н. е.

## Події

### Римська імперія

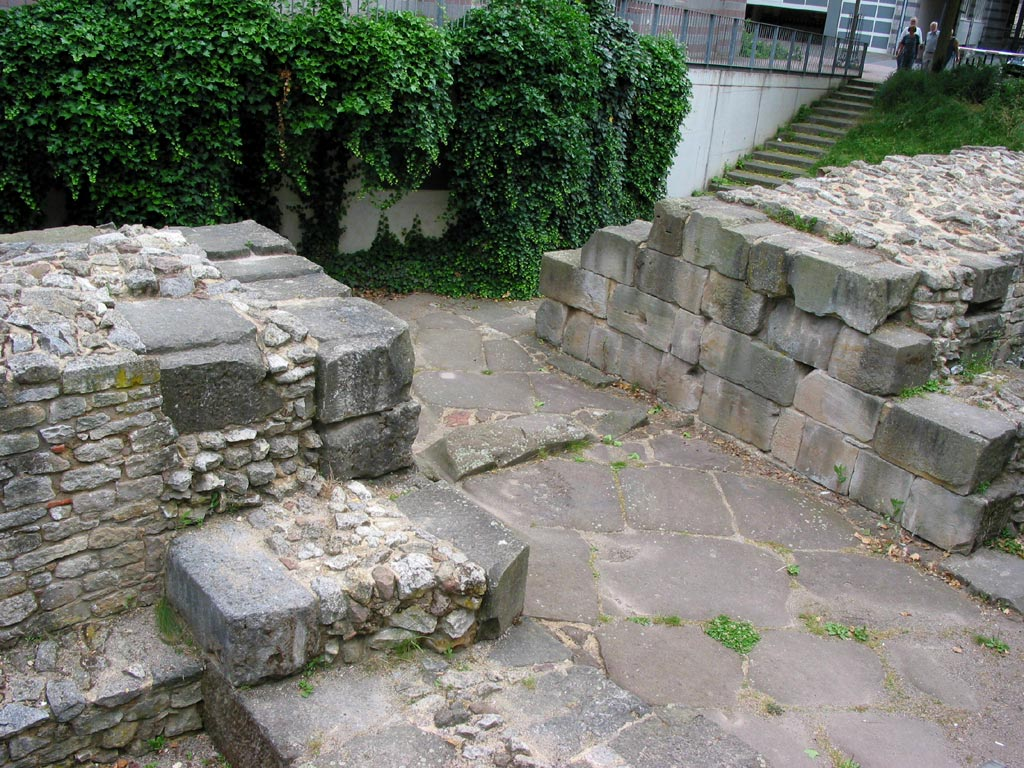
Руїни брами римського міста Могонтиаціум.

- Децим Клавдій Друз заснував військове поселення лат. «Mogontiacum», нині місто Майнц, Німеччина.
- Публій Квінтілій Вар та Тиберій обрані консулами.
- Горацій написав лат. «Carminum liber quartus» або «Оди IV».
- Луцій Корнелій Бальб Молодший на кошти з військової здобичі побудував і висвятив у Римі театр і крипту на честь тріумфального повернення імператора Августа з Іспанії та Галлії. На честь цієї ж події римський сенат на Марсовому полі спорудив Вівтар миру, присвячений римської богині миру Пакс.
- Розпочалося будівництво Дороги Юлія Августа, що зв'язувала Рим та середземноморське узбережжя Галлії.
- З цього року рішення Августа, ухвалені разом з його пасинком Тіберієм або з ким-небудь іншим, прирівнювалися до постанов сенату.

## Народились
- Друз Молодший — син імператора Тиберія, політичний та військовий діяч Римської імперії, консул 15 року.
- Юлія Лівія (Лівілла) — римська матрона, дружина Друза Цезаря.
- Марк Емілій Лепід (тріумвір) — давньоримський патрицій і політик I століття до н. е., член другого тріумвірату і Великий понтифік (за ішшими даними помер у 12 до н. е.).